# 阿林娜·费奥多罗娃
阿林娜·亚诺芙娜·费奥多罗娃（烏克蘭語：Аліна Яновна Федорова，1989年7月31日—），乌克兰女子田径运动员，2014年世界室内田径锦标赛女子五项全能铜牌得主、2016年世界室内田径锦标赛女子五项全能银牌得主。